# Isohypsibius zierhofferi
Isohypsibius zierhofferi är en djurart som tillhör fylumet trögkrypare, och som beskrevs av Hieronymus Dastych 1979. Isohypsibius zierhofferi ingår i släktet Isohypsibius och familjen Hypsibiidae. Inga underarter finns listade i Catalogue of Life.